# Valdorros (kommunhuvudort)
Valdorros är en kommunhuvudort i Spanien.   Den ligger i provinsen Provincia de Burgos och regionen Kastilien och Leon, i den norra delen av landet, 190 km norr om huvudstaden Madrid. Valdorros ligger 901 meter över havet och antalet invånare är 182.
Terrängen runt Valdorros är platt. Runt Valdorros är det mycket glesbefolkat, med 6 invånare per kvadratkilometer. Närmaste större samhälle är Burgos, 18,7 km norr om Valdorros. Trakten runt Valdorros består till största delen av jordbruksmark.